# تب مالت

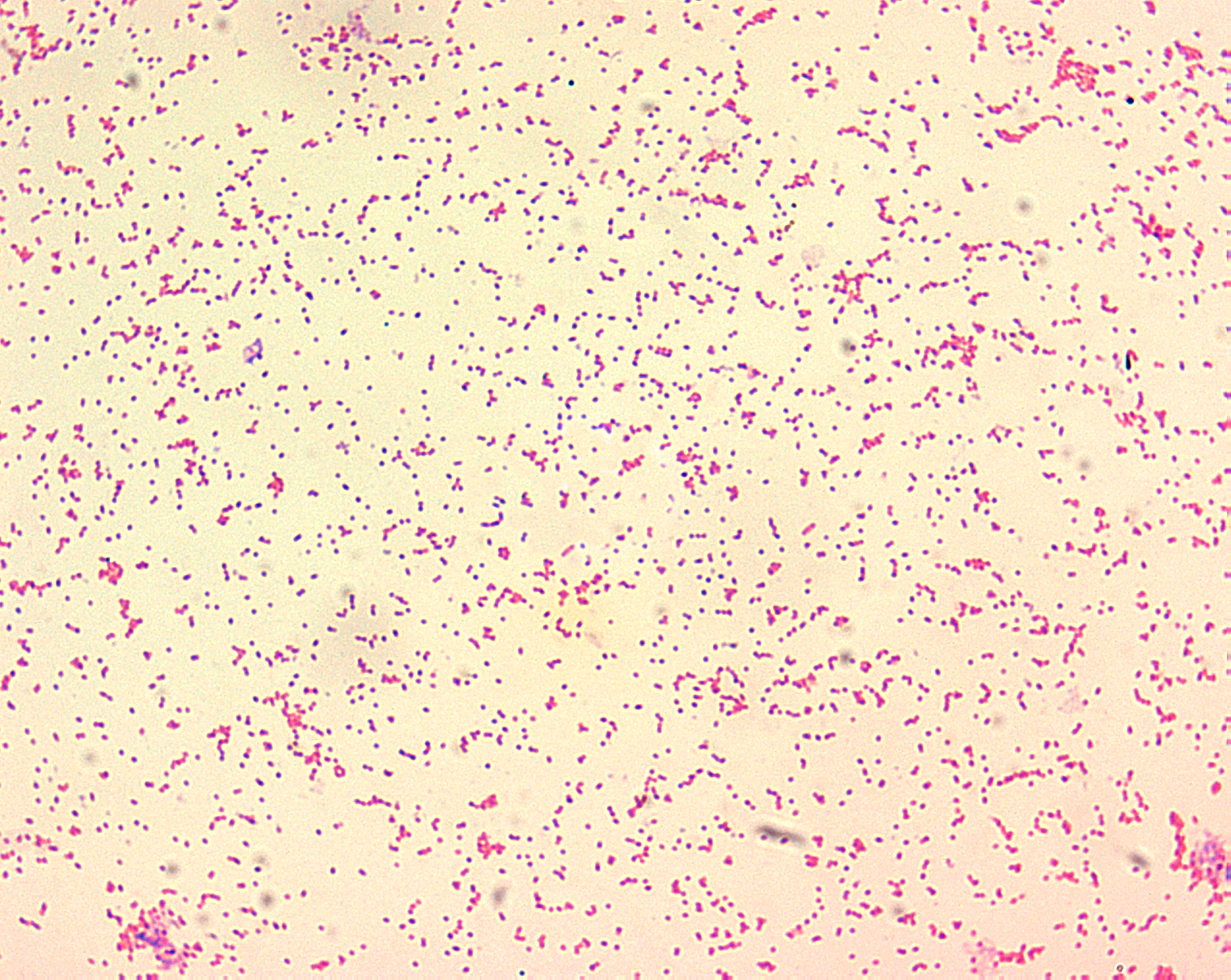
باکتری بروسلا

بیماری تب مالت یکی از مهم‌ترین بیماری‌های مشترک انسان و دام بوده و به‌شدت مسری است. مصرف شیر غیرپاستوریزه، گوشت خام یا نیمه‌خام و تماس نزدیک با ترشحات بدن حیوان مبتلا به بیماری، از دلایل اصلی انتقال این بیماری به انسان هستند. این بیماری با نام‌های بروسلوز، تب مدیترانه و تب ناخواسته نیز شناخته می‌شود.
باکتری بروسلا که ایجادکننده بیماری است، طیف گسترده‌ای از پستانداران اهلی و وحشی را مبتلا می‌سازد. این بیماری به علت ایجاد سقط جنین در دام‌ها، کاهش تولید شیر، ناباروری و نازایی دام‌های مبتلا و همچنین به علت ابتلای انسان به بیماری تب مالت، همواره از دو بعد اقتصادی و بهداشتی مورد توجه قرار می‌گیرد.
علی رقم ، علائم آن در انسان شامل تب و اسهال (که گاهی با خون است.) است البته به طور دقیق قابل توضیح نیست. اما از نشانه های اصلی آن همین است که با آنتی بیوتیک های قوی بهبود می‌یابد.

## عامل بیماری
عامل این بیماری گونه‌های مختلفی از سرده باکتریایی بروسلا هستند. این باکتری‌ها، کوکوباسیل‌های میله‌ای شکل، گرم منفی، کوچک، هوازی و غیرمتحرک هستند که فاقد پوشینه و هاگ (اسپور) می‌باشند. این باکتری‌ها انگل داخل سلولی هستند.

## در حیوانات
انواع بروسلا در حیوانات شامل سویه‌هایی زیر است:
1. بروسلوز ملیتنسیس (بز)
2. بروسلوز آبورتوس (گاو)
3. بروسلوز سویس (خوک)
4. بروسلوز کانیس (سگی)
5. بروسلوز نئوتوم
6. بروسلوز اویس (گوسفند)

و شایع‌ترین آن در سراسر جهان ملیتنسیس می‌باشد.

### روش‌های ورود میکروب به بدن گاو
- خوراک
- پوست: از طریق زخم
- ملتحمه چشم
- پستان: در هنگام شیردوشی
- استنشاق
- تلقیح مصنوعی: تلقیح با اسپرم آلوده

## تب مالت در انسان
تب مالت از گاو، خوک، گوسفند یا بز آلوده به انسان انتقال می‌یابد اما از انسان به انسان خیر. تب مالت روی اعضای خون‌ساز بدن مانند مغز استخوان، گره‌های لنفاوی، کبد و طحال تأثیر می‌گذارد. تب مالت در دو نوع حاد و مزمن دیده می‌شود. دوره نهفتگی این بیماری می‌تواند ۵ تا ۶۰ روز باشد (چندین ماه نیز دیده شده‌است). تب مالت در مردان ۲۰ تا ۶۰ ساله شایع‌تر است.
مصرف شیر، محصولات لبنی (کره، پنیر) یا محصولات گوشتی حیوانات آلوده موجب سرایت بیماری به انسان می‌شود. کم‌خونی وخیم یا مشکلات معده و سابقهٔ جراحی آن به دلیل کاهش اسید معده امکان بروز بیماری را بالا می‌برد. اسید معده تا حدودی احتمال ابتلا را کاهش می‌دهد. به‌طور کلی این بیماری در میان افرادی که با حیوانات زیاد در تماس هستند (کشاورزان، دامداران، قصابان، دامپزشکان) و افرادی که به مناطق آلوده سفر می‌کنند شایع‌تر است.

### علائم بیماری
علائم بالینی تب مالت در کودکان چندان مشخص نیست. طحال در نیمی از موارد بزرگ است. طحال بزرگ بیشتر همراه بزرگ شدن غدد لنفی است. دانه‌های جلدی به صورت تب‌خال و پورپورا و دانه‌های دیگر اریتم‌های برآمده کمیاب است.
علائم زیر در تب مالت حاد به‌طور ناگهانی ظاهر می‌شوند:
- لرز، تب متناوب (تب و لرز)، تعریق
- خستگی قابل توجه
- درد هنگام لمس ستون فقرات
- سردرد
- بزرگ شدن گره‌های لنفاوی

علائم زیر در تب مالت مزمن به تدریج ظاهر می‌شوند:
- خستگی
- درد عضلانی
- کمردرد
- یبوست
- کاهش وزن
- افسردگی
- ناتوانی جنسی
- (گاهی اوقات) بروز آبسه در تخمدانها، کلیه‌ها، و مغز
- در صورت ناکافی بودن مراقبت و درمان، بیماری ممکن است مزمن شود یا موجب معلولیت، عفونت قلب، استخوان، مغز یا کبد شود.[۸]

تظاهرات و عوارض عصبی در مالت:
- سردرد
- دردتمام بدن
- ضعف
- سستی
- کوفتگی عضلات
- کم خوابی
- نگرانی و تشویش
- افسردگی
- هذیان
- سندرم مننژه
- حالت تحریک‌پذیری زیاد

### پیشگیری
- خودداری از مصرف شیر غیرپاستوریزه، پنیر و سایر لبنیات و گوشت‌های تأیید نشده.
- استفاده از وسایل محافظتی بدن مانند دستکش، محافظ چشم، پیش‌بند و … هنگام تماس با حیوانات یا گوشت و سایر محصولات.[۸]
- واکسیناسیون دام‌ها:واکسن زنده ضعیف شدهٔ سوش بهترین است و یکبار تزریق حداقل ۷ سال حیوان را محافظت می‌کند.
- آموزش بهداشت به قصابان و افرادی که با دام سر و کار دارند.

### تشخیص و درمان
تشخیص قطعی تب مالت با آزمایش خون انجام می‌گیرد و با درمان کامل معمولاً در ۳ تا ۴ هفته بهبودی دیده می‌شود. اطرافیان و اعضای خانواده شخص بیمار که ممکن است از همان غذای آلوده مصرف کرده باشند باید معاینه شده و آزمایش بدهند.
انواع تستهای سرولوژیک بروسلوز
- تست آگلوتینا آزمایش داخل لوله ای استاندارد (STA) یا تست رایت که IgM و IgG را مورد ارزیابی، قرار می‌دهد.
- تست آگلوتیناسیون ۲ME که IgG را بررسی می‌نماید.
- تست کمبس رایت (Coombs Test) که عمدتاً نشان دهنده آنتی‌بادی‌های کلاس IgG است. هرچند در صورتی‌که در زمینه تست رایت مثبت، اشتباهاً کمبس رایت نیز انجام شود تمامی آنتی‌بادی‌های شرکت‌کننده در تست رایت، بنحو اولی، در این تست نیز شرکت خواهند نمود.
- تست فیکساسیون کمپلمان که نشان دهنده آنتی‌بادی‌های کلاس IgG می‌باشد.
- تست‌های رادیوایمونواسی و ELISA که حساسیت و ویژگی آن‌ها نسبت به تست استاندارد و فیکساسیون کمپلمان بیشتر است و نشان دهنده هر دو ایمونوگلوبولین M و G می‌باشند۰ ولی جهت بررسی یک کلاس به‌خصوص ایمونوگلوبولین هم قابل تنظیمند و لذا با این تستها می‌توان به آسانی بروسلوز حاد را از مزمن و نیز حمله حاد در زمینه مزمن را باز شناخت. به عبارت دیگر آنتی‌بادی‌های اختصاصی ضد بروسلائی نوع IgM, IgG و IgA را می‌توان به روش رادیوایمونواسی، مورد بررسی قرارداد. البته مشکلات مربوط به آنتی‌بادی‌های بلوکان و غیرآگلوتینه‌کننده (Nonagglutinating) در این تست‌ها وجود ندارد و در مرحله حاد یا مزمن بیماری می‌توان آنتی بای‌های اختصاصی را به‌طور جدا گانه، بررسی کرد و زمانی که تفسیر تست‌های آگلوتیناسیونی، با ابهاماتی مواجه شود می‌توان پاسخ را با انجام تست الیزا قطعی نمود. به وسیلهٔ تست الیز نیز می‌توان با بررسی IgM یا IgG حالت حاد و مزمن بروسلوز را تفکیک نمود ولی این تست با یرسینوز نیز واکنش متقاطع، نشان می‌دهد.
- تست رزبنگال، رینگ تست و آگلوتیناسیون روی لام که روش‌های آگلوتیناسیون سریع (Rapid) می‌باشند.

درمان شامل یک دوره استراحت در رختخواب و مصرف آنتی‌بیوتیک است و جدا کردن بیمار از دیگران اغلب لازم نیست. برای مبارزه با عفونت باکتریایی از آنتی‌بیوتیک‌هایی (مانند تتراسایکلین برای حداقل سه هفته) استفاده شده و داروهای کورتیزونی برای کاهش التهاب‌های شدید استفاده می‌شود. برای درد عضلانی نیز از داروهای ضد درد (مُسکن) تجویز می‌شود.
در رژیم غذایی این بیماران معمولاً ابتدا از غذاهای نرم و ساده شروع می‌کنند و به تدریج تنوع و مقدار غذای بیمار را افزایش می‌دهند تا زمانی که به برنامه غذایی عادی برسد. بهتر است از غذاهای پرانرژی و نوشیدنیها و مایعات فراوان استفاده کرد.